# 柔毛委陵菜
柔毛委陵菜（学名：Potentilla griffithii）为蔷薇科委陵菜属的植物。分布于锡金、不丹以及中国大陆的云南、西藏、贵州、四川等地，生长于海拔2,000米至3,600米的地区，一般生长在荒地、山坡草地、林缘以及林下，目前尚未由人工引种栽培。

## 异名
- Potentilla griffithii Hook. f. var. velutina Card.